# میرجعفر باقرف
میرجعفر عباس اغلو باقراف (به ترکی آذربایجانی: Mircəfər Abbas oğlu Bağırov) (متولد ۱۷ سپتامبر ۱۸۹۶ – درگذشته ۷ مه ۱۹۵۶) رئیس‌جمهور جمهوری آذربایجان شوروی، در سال‌های ۱۹۳۲ تا ۱۹۵۳ میلادی، در زمان زمامداری ژوزف استالین بر اتحاد جماهیر شوروی سوسیالیستی بود.

## زندگی‌نامه
باقراف در قوبا استان باکو در ۱۸۹۶ به دنیا آمد. او به پتروفسک رفت تا مطالعات تربیت معلمی (study pedagogy) را در آنجا فرا گیرد. در طی ۱۹۱۵–۱۹۱۷، باقروف به عنوان معلم در روستای خودات به تدریس مشغول گردید. بین سال‌های ۱۹۱۸–۱۹۲۱، او در انقلاب اکتبر روسیه و جنگ داخلی روسیه، به عنوان فرمانده هنگ نظامی روسیه و رئیس دادگاه انقلابی شاخه آذربایجان، به ایفای نقش پرداخت. پس از چیرگی نظام
کمونیستی شوروی بر آذربایجان، باقروف به عنوان رئیس کمیته انقلابی قره‌باغ آذربایجان منصوب گردید. همچنین گزارش شده که باقروف برای پلیس جمهوری دموکراتیک آذربایجان هم کار می‌کرده است. در طول سالهای ۱۹۲۷ تا ۱۹۲۹، او به عنوان مدیر بخش تقسیم آب فراقفقاز مشغول به کار بود. او از فوریه ۱۹۲۱ تا مه ۱۹۲۷ و همچنین از دسامبر ۱۹۲۹ تا آگوست ۱۹۳۰، رئیس سرویس امنیتی ایالت بوده است.

## غائله آذربایجان

تصویر صفحهٔ اول از متن اصلی فرمان استالین (زبان روسی) به میرجعفر باقرف دربارهٔ اقدام به تشکیل یک حرکت تجزیه طلبانه در آذربایجان و دیگر استان‌های ایران شمالی

در روز ششم ژوئیه ۱۹۴۵ میلادی، پانزدهم تیر سال ۱۳۲۴ خورشیدی، فرمان حزب کمونیست شوروی، برای اقدام به تشکیل یک حرکت تجزیه‌طلبانه در آذربایجان و دیگر استان‌های ایران ابلاغ و به امضای استالین رسید. باقروف یکی از افرادِ مهمی بود که می‌بایست اقدام‌های لازم در این زمینه را انجام دهد. باقراُف نقش عمده‌ای در پیشبرد غائله آذربایجان داشت، مقدمات غائله و تشکیل حکومت خودمختار آذربایجان تا خارج کردن پناهندگان به شوروی از اقدامات اصلی او بود. وی به‌دستور استالین با پیشه‌وری ملاقات کرده و مقدمات تشکیل فرقه دموکرات آذربایجان را فراهم نمود. گفته شده است که او در قتل احتمالی پیشه‌وری نیز سهیم بوده است. همچنین وی پیشنهاد تأسیس حزب دموکرات کردستان را به قاضی محمد و دیگران داد.

## قتل مخالفین
در سال ۱۹۴۰ در حدود هفتاد هزار نفر آذربایجانی در اثر پاکسازی باقروف به قتل رسیدند. روشنفکران به عنوان یک نیروی اجتماعی به خاک و خون کشیده شدند و گارد نخبهٔ حزب کمونیست نابود شد.

## افتخارات و مدال‌ها
- نشان پرچم سرخ (دو بار)
- پنج نشان لنین
- نشان پرچم سرخ کار
- نشان پرچم سرخ جمهوری شوروی آذربایجان
- سفارش جنگ میهنی

## سرانجام
در ۱۹۵۳، اداره کمیته مرکزی حزب کمونیست آذربایجان، باقروف را به عنوان رهبر شورای وزیران آذربایجان شوروی، منصوب کرد. پس از مرگ استالین، باقروف متهم به سرکوب شد. او دستگیر شد و توسط دادگاه انقلابی اتحاد شوروی، محاکمه و محکوم به اعدام شد. در آخرین ۱۷ دقیقه سخنرانی قبل از دادگاه، او حکم دادگاه را پذیرفت و از هرگونه پشیمانی و عذرخواهی، سرباز زد. باقروف در ۱۹۵۶ اعدام شد.